# Nicolas Coutelot
Nicolas Coutelot (Garches, 9 febbraio 1977) è un ex tennista francese.

## Carriera
Ha partecipato per la prima volta a uno Slam durante il Roland Garros 2001 grazie ad una wild-card e ha ricambiato la fiducia della federazione francese vincendo all'esordio su Gianluca Pozzi e soprattutto sull'ex numero uno al mondo Marcelo Ríos al turno successiv, per poi essere eliminato al terzo. Ha ripetuto l'exploit due anni dopo sconfiggendo Sanguinetti al primo turno e soprattutto l'ottava testa di serie David Nalbandian in cinque set combattuti.
Al di fuori degli Slam ha raggiunto la semifinale del Movistar Open 2002 dove è stato sconfitto dal cileno Fernando González; ha vinto inoltre tre Challenger e nove Futures.
Nel febbraio 2004, mentre partecipava alle qualificazioni per il torneo di Viña del Mar non ha superato un controllo antidoping: la sostanza rilevata era il THC ed è stato determinato che il suo uso non era ai fini di migliorare le prestazioni sportive. Per questo motivo il tribunale sportivo con sentenza del 10 agosto 2004 lo ha sospeso per due mesi.

## Statistiche

### Tornei minori

#### Singolare

##### Vittorie (12)
| Legenda tornei minori |
| Challenger (3)        |
| Futures (9)           |

| N.  | Data           | Torneo                                   | Superficie    | Avversario in finale    | Punteggio        |
| 1.  | luglio 2000    | The Hague Open, Scheveningen             | Terra battuta | Martín Rodríguez        | 6–3, rit.        |
| 2.  | settembre 2000 | Aschaffenburg Challenger, Aschaffenburg  | Terra battuta | Luis Horna              | 6(2)–7, 6–3, 6–1 |
| 3.  | maggio 2004    | Roma Open, Roma                          | Terra battuta | Guillermo García López  | 5–7, 7–5, 6–2    |
| 4.  | aprile 2006    | France F6, Grasse                        | Terra battuta | Arnaud Di Pasquale      | 6–2, 6–2         |
| 5.  | agosto 2007    | Lithuania F1, Vilnius                    | Terra battuta | Gvidas Sabeckis         | 6–4, 6–3         |
| 6.  | agosto 2007    | Lithuania F2, Vilnius                    | Terra battuta | Juho Paukku             | 6–2, 6–1         |
| 7.  | febbraio 2008  | Spain F5, Murcia                         | Terra battuta | Miguel Ángel López Jaén | 6–4, 6–2         |
| 8.  | febbraio 2008  | Spain F6, Torre-Pacheco                  | Terra battuta | Adam Chadaj             | 6–3, 6–2         |
| 9.  | aprile 2008    | France F7, Grasse                        | Terra battuta | Diego Veronelli         | 6–3, 3–6, 6–3    |
| 10. | giugno 2008    | Internationaux de Tennis de Blois, Blois | Terra battuta | Nicolas Renavand        | 7–6(5), 6–3      |
| 11. | giugno 2008    | France F9, Tolone                        | Terra battuta | Stéphane Robert         | 6–4, 6–4         |
| 12. | luglio 2008    | France F10, Montauban                    | Terra battuta | Nicolas Renavand        | 6–3, 6–2         |